# HMMT
HMMT 是一年两项的高中数学竞赛。始于1998年 ，HMMT 的竞赛着来自于世界各地。每年第一项比赛是11月份在马萨诸塞州剑桥市的哈佛大学举行的秋季比赛，所谓称 HMMT November。第二项比赛是2月份在马萨诸塞州剑桥市的麻省理工学院举行的春季比赛，所谓称 HMMT February。写题、举办、协调等是由于在哈佛大学和麻省理工的 HMMT 学生集团执行的。 

## 命名
HMMT 最初作为 Harvard-MIT Mathematics Tournament（哈佛麻省理工联合数学竞赛）开始，至今仍被数学界的许多人经常这样称呼。2019 年，为了满足哈佛大学和麻省理工学院提出的要求，此组织更名为 HMMT。

## 比赛形式
下表总结秋季竞赛于春季竞赛的异同。最新的比较在HMMT 网站 （页面存档备份，存于）上。
|                  | 秋季（11月）                   | 春季（2月）                                                                            |
| ---------------- | ------------------------------ | -------------------------------------------------------------------------------------- |
| 个人考试题目     | 广义（General）、主题（Theme） | 代数与数字理论（Algebra and Number Theory）、几何（Geometry）和组合学（Combinatorics） |
| 团队考试格式     | 简短回答                       | 数学证明回答                                                                           |
| Guts 考试格式    | 12组题、每组3道                | 9组题、每组4道                                                                         |
| 团队排榜人数条件 | 4-6                            | 6-8                                                                                    |
| 难度             | 中及 AMC 至高级 AIME           | 高级 AIME 至 数学奥赛                                                                  |
| 竞赛者当选条件   | 全球所有21岁以下在校的中学生   | 全球所有21岁以下在校的中学生                                                           |
| 周五夜时活动地点 | 麻省理工学院                   | 哈佛大学                                                                               |
| 周六比赛项目地点 | 哈佛大学                       | 麻省理工学院                                                                           |
| 周日教育项目地点 | 哈佛大学                       | 麻省理工学院                                                                           |

### 个人考试简介
秋季个人考试题目含广义考试（General）和主题考试（Theme）。春季个人考试题目含代数与数学理论考试（Algebra and Number Theory）、几何考试（Geometry）和组合学考试（Combinatorics）。所有考试的格式于50分钟解答10道简短回答题。答案空间含所有实数和代数表达式。
个人考试题于预期难度和解题数量进行加权。每位参赛者的个人考试总分于自己的个人考试分数总和。团队成员的个人考试总分进行总和和加权于团队总分排榜分数，贡献高达1600分之800分（50%）。

### 团队考试简介
秋季团队考试于60分钟解答10道简答题，与个人考试类似。由于是团队合作考试，考题会比个人考试题更难。因秋季团队考试不含数学证明题，参加者不需要数学证明经验。
春季团队考试于60分钟解答10道数学证明题。分数于正确和详细程度作为标准。春季团队考试类似于ARML Power Round，只是 HMMT 的考题数量更少，难度更大。团队必须熟悉严格的数学证明才能取得成功。
团队考试为团队总分贡献高达1600分之400分（25%）。

### Guts 考试简介
Guts 考试于80分钟尽量解答36道简答题。秋季考试分为 12 组，每组 3 题。春季考试分为 9 组，每组 4 题。考题的难度分值随着后续每组的增加。最终一组含有20分的估算题。
每团队的成员要坐在一起。其中至少一位成员有必要坐在外部（挨着过道或坐在前排）座位。团队的成员之一定位成团队代表，负责到附近的评分台提交每一题组及领取下一题组稍回团队。当团队准备好提交题组及领取下一组组时，代表要达评分台提交领取题组。团队勿可回到已提交的题组重新答题。团队不必争取80分钟以内能完成所有考题。
由于Guts 考试含有现场评分的格式，学生与教练家长们可现场看见成绩与排行。
Guts 考试为团队总分贡献高达1600分之400分（25%）。

### 主讲人
家长、教练、监护人和非参赛学生即被邀请参加由学术数学界的各种成员的主旨演讲。 2024 年 2 月的最新主题演讲者是Jeffery Yu ，2019年至2020年的HMMT 学生集团的主席 （页面存档备份，存于），也是马里兰大学帕克分校量子信息和计算机科学联合中心的现任物理学博士生 （页面存档备份，存于）。演讲的标题是Math Beyond Competitions (for advanced competitors) （页面存档备份，存于） 。

### 其他活动
在两项 HMMT 竞赛的前一天和后一天都为参赛和非参赛学生提供可选项目。其次，春季 HMMT 个人总分前50名选手还将受邀参加4月份的远程监考哈佛麻省理工邀请数学竞赛 (HMIC)。
周五夜时活动在竞赛前一晚上举行，包括为学生和教练提供的免费晚餐和社交活动。晚餐后，HMMT 的企业赞助商和志愿者为学生提供各种引人入胜且有趣的迷你活动。一些企业赞助商还举办著名活动作为迷你活动的一部分，例如 Jane Street 的估算马拉松、五环（Five Rings）的积分比赛资格赛、哈德逊河贸易 (HRT) 的拼图狩猎等等。学生、家长和教练还有机会与企业赞助商的代表（包括 HMMT 组织者社区的许多校友）交谈，并取 HMMT 和企业赞助商商品。
周日教育活动在竞赛结束后的第二天上午和下午举行。教育活动于各位来自不同学科和学校的演讲者。（大多数是哈佛大学和麻省理工学院的数学和计算机科学附属机构。）
哈佛麻省理工邀请数学竞赛（HMIC） 是一项远程监考的证明竞赛，共 5 个考题，时长 4 小时。始于 2013 年，这些考题通常非常困难：参赛者通常可以通过完全解答三道考题就能获得较高的排行。HMIC 通常在三月下旬或四月初/中旬举行。

## 评分及获奖
HMMT 使用后加权评分算法对个人考试中的参赛者进行排行。虽然这些考题是根据难度进行加权的，权重主要是在考试结束后才被计算。正如此处所解释的，这有助于创建一种更公平的方法，根据考题的现实难度（由解决题的频率和解决者数量决定）而不是考题作者感知的难度进行加权。分配给每个考题的权重是使用评分算法计算的，该算法考虑着多少学生解决了哪些问题。团队和 Guts 考题的权重是预先确定的，并在考试期间提供。
奖项颁发给个人考试总分最高的十名竞赛者、以及每个个人考试得分最高的十名选手、团队和 Guts 考试分数最高的十名团队。总排行前十名的团队将被评为抽奖获胜者。根据以上的算法，团队总排分数（Sweepstakes）于一半个人考试成绩和一半团队与 Guts 考试成绩的总和。

## 考题难度
HMMT 的难度与 ARML、 AIME和Mandelbrot 比赛相比，偶尔也被认为比这些竞赛难一点。竞赛组织者表示，“HMMT 可以说是美国最难的数学竞赛之一，是面向的能够在美国数学邀请赛（AIME）中轻松、自信地正确解决6到8道考题的学生。”与大多数高中竞赛一样，并不严格要求具备微积分知识；然而，在考个人考试和团队考试时，可能会需要微积分来解决一些较困难的考题。

## 秋季竞赛结果
请参考本页的英文版。

## 春季竞赛结果
请参考本页的英文版。

## 学业界与企业赞助商
HMMT 通常由学校数学系和各行业公司共同赞助。完整列表每年都会改变，可以在 HMMT 主页上找到现在的列表。 

## 其他竞赛
HMMT 与举办普林斯顿大学数学竞赛(PUMaC)、卡内基梅隆大学信息学和数学竞赛(CMIMC) 以及斯坦福大学数学竞赛(SMT) 的学生集团进行举办者交流交换项目，以进一步加深竞赛组织者之间的合作。新生与老生有同样的资格代表 HMMT 作交换。 在交换期间，参与者会周末在竞赛期间进行监考、评分和其他志愿活动。